# فین فنگ فوم
فین فنگ فوم (به انگلیسی: Fin Fang Foom)یک شخصیت خیالی قهرمان است که در کتب کامیک مارول کامیکس وجود دارد؛ و برای اولین بار، در شمارهٔ ۸۹ غصه‌های عجیب و غریب (Strange Tales) در اکتبر ۱۹۶۱ معرفی شد.